# Požarevski mir
Požarevski mir je bila mirovna pogodba, ki so jo 21. julija 1718 v Požarevcu (Srbija)  podpisali Osmansko cesarstvo na eni strani in avstrijska Habsburška monarhija in Beneška republika na drugi. 
V letih 1714 do 1718 se je Osmansko cesarstvo uspešno vojskovalo z Beneško republiko v Grčiji in na Kreti, pri Petrovaradinu pa je leta 1716 doživelo poraz bitki z avstrijsko vojsko pod poveljstvom princa Evgena Savojskega.
Pogodba je bila slika stanja na bojišču. Osmansko cesarstvo je v avstrijsko korist izgubilo Banat in jugovzhodni Srem, osrednji del sedanje Srbije od Beograda do Kruševca, ozek pas severne Bosne in Oltenijo (Mala Vlaška).  Beneška republika se je odrekla polotoku Peloponezu, takratni Morei, ki ga je dobila s Karlovškim mirom, in zadnja preostala oporišča na  Kreti in otokih Aegina in Tinos. Obdržala je samo otoke v Jonskem morju in mesti Preveza  in Arta v Epirju. V Dalmaciji je pridobila nekaj ozemlja, vključno z Imotskim in Vrgorcem v dalmatinskem zaledju.
Rezultat pogodbe je bila ponovna vzpostavitev habsburške uprave nad večino sedanjega srbskega ozemlja, ki so ga Habsburžani začasno okupirali med veliko turško vojno med letoma 1688 in 1690, in ustanovitev Kraljevine Srbije. Na avstrijskem ozemlje severno od Donave je bila  ustanovljena Temišvarska banovina.
Po naslednji avstrijsko-turški vojni je Osmansko cesarstvo z Beograjskim mirom leta 1739 ponovno dobilo severno Bosno, habsburško Srbijo vključno z Beogradom, južne dele Temišvarskega Banata in Malo Vlaško.